# Saint-Giniez
Saint Giniez est un quartier de Marseille situé dans la partie sud de la ville, dans le 8e arrondissement.

## Description
Situé dans les Quartiers Sud de Marseille dans le 8e arrondissement (4e secteur) faisant partie des arrondissements les plus chers de Marseille avec le: 7e, 9e, 12e.
Le Stade Vélodrome est dans le quartier de Saint Giniez, bien que l'essentiel du quartier soit situé du côté ouest de l'axe boulevard Michelet-avenue du Prado. 
Le quartier est composé essentiellement de résidences de standing. 

## Origine du nom «Saint-Giniez»
« Le nom de Saint-Giniez vient par corruption du latin Sanctus Genesius dont la traduction ordinaire est Saint Genès », selon l'abbé Daspres dans son ouvrage paru en 1874, consacré à l'étude historique de la paroisse Saint-Giniez.